# Akademia nauk stosowanych
Akademia nauk stosowanych – określenie zastrzeżone dla nazwy uczelni zawodowej, która spełnia warunki określone w art. 16 ust. 1a ustawy z dnia 20 lipca 2018 r. – Prawo o szkolnictwie wyższym i nauce. Wprowadzone zostało w 2021, w wyniku uchwalenia ustawy z dnia 23 lipca 2021 r. o zmianie ustawy – Prawo o szkolnictwie wyższym i nauce oraz ustawy – Przepisy wprowadzające ustawę – Prawo o szkolnictwie wyższym i nauce. Nazwa odnosi się do nauk stosowanych, czyli część zgromadzonej wiedzy, która umożliwia rozwiązywanie określonych rzeczywistych problemów albo część działalności naukowej, która jest podejmowana w celu rozwiązania tych problemów.
Zmiana nazwy uczelni niepublicznej na nazwę zawierającą wyrazy akademia nauk stosowanych może nastąpić po uzyskaniu zgody ministra właściwego do spraw szkolnictwa wyższego i nauki, wydanej w drodze decyzji administracyjnej na wniosek uczelni lub jej założyciela.

## Warunki ustawowe
Warunki, które łącznie spełniać musi uczelnia, aby uzyskać status akademii nauk stosowanych są następujące:
- funkcjonuje co najmniej 10 lat,
- liczba studentów kształcących się w uczelni wynosi co najmniej 250, z czego co najmniej 100 studentów kształci się na studiach stacjonarnych,
- co najmniej 50% nauczycieli akademickich jest zatrudnionych w tej uczelni jako podstawowym miejscu pracy,
- prowadzi studia pierwszego lub drugiego stopnia lub jednolite studia magisterskie na co najmniej 5 kierunkach,
- prowadzi kształcenie na co najmniej 1 kierunku studiów przygotowujących do wykonywania zawodów takich jak lekarz, lekarz dentysta, farmaceuta, pielęgniarka, położna, diagnosta laboratoryjny, fizjoterapeuta, ratownik medyczny, lekarz weterynarii, architekt, nauczyciel, lub kierunku studiów kończących się uzyskaniem tytułu zawodowego inżyniera lub magistra inżyniera,
- żaden kierunek studiów prowadzonych przez uczelnię nie został oceniony negatywnie w wyniku przeprowadzonej przez Polską Komisję Akredytacyjną, oceny jakości kształcenia.

## Lista uczelni
Do uczelni, którym minister wyraził zgodę na zmianę nazwy z określeniem akademia nauk stosowanych, należą:
- Akademia Nauk Stosowanych im. Księcia Mieszka I w Poznaniu (dawnej Wyższa Szkoła Pedagogiki i Administracji im. Mieszka I w Poznaniu)[2]
- Akademia Nauk Stosowanych w Nowym Targu (do października 2023 Podhalańska Państwowa Uczelnia Zawodowa w Nowym Targu)
- Akademia Nauk Stosowanych Wincentego Pola w Lublinie (dawniej Wyższa Szkoła Społeczno-Przyrodnicza im. Wincentego Pola w Lublinie)[3]
- Akademia Nauk Stosowanych Gospodarki Krajowej w Kutnie (dawniej Wyższa Szkoła Gospodarki Krajowej w Kutnie)[4]
- Akademia Nauk Stosowanych w Tarnowie (obecnie Akademia Tarnowska, dawniej Państwowa Wyższa Szkoła Zawodowa w Tarnowie)[5]
- Akademia Nauk Stosowanych w Elblągu (dawniej Państwowa Wyższa Szkoła Zawodowa w Elblągu)[6].
- Sopocka Akademia Nauk Stosowanych (dawniej Sopocka Szkoła Wyższa)[7]
- Akademia Nauk Stosowanych w Łomży (dawniej Państwowej Wyższej Szkoły Informatyki i Przedsiębiorczości w Łomży)[8]
- Karkonoska Akademia Nauk Stosowanych w Jeleniej Górze (dawniej Karkonoska Państwowa Szkoła Wyższa w Jeleniej Górze)[9]
- Akademia Nauk Stosowanych im. Hipolita Cegielskiego w Gnieźnie Uczelnia Państwowa (dawniej Państwowa Szkoła Wyższa im. Hipolita Cegielskiego w Gnieźnie)[9]
- Akademia Nauk Stosowanych w Wałczu (dawniej Państwowa Wyższa Szkoła Zawodowa w Wałczu)[9]
- Państwowa Wyższa Szkoła Zawodowa w Nysie (zmiana na Państwowa Akademia Nauk Stosowanych w Nysie)[10][11]
- Państwowa Akademia Nauk Stosowanych w Chełmie (dawniej Państwowa Wyższa Szkoła Zawodowa w Chełmie)[12][13]
- Akademia Nauk Stosowanych Mazovia w Siedlcach[14][15]
- Akademia Nauk Stosowanych w Raciborzu (dawniej Państwowa Wyższa Szkoła Zawodowa w Raciborzu)[16]

- Akademia Nauk Stosowanych w Nowym Sączu (dawniej Państwowa Wyższa Szkoła Zawodowa w Nowym Sączu)[17][18]
- Akademia Śląska Nauk Stosowanych w Katowicach (dawniej Wyższa Szkoła Techniczna w Katowicach)[potrzebny przypis]
- Państwowa Akademia Nauk Stosowanych w Przemyślu (dawniej Państwowa Wyższa Szkoła Wschodnioeuropejska w Przemyślu)[19]
- Państwowa Akademia Nauk Stosowanych w Krośnie (dawniej Karpacka Państwowa Uczelnia w Krośnie)[20]
- Wielkopolska Akademia Społeczno-Ekonomiczna - Akademia Nauk Stosowanych (dawniej Wielkopolska Wyższa Szkoła Społeczno-Ekonomiczna)[21]
- Państwowa Akademia Nauk Stosowanych w Jarosławiu (dawniej Państwowa Wyższa Szkoła Techniczno-Ekonomiczna w Jarosławiu)[22]
- Państwowa Akademia Nauk Stosowanych w Głogowie (dawniej Państwowa Wyższa Szkoła Zawodowa w Głogowie)[23]